# Aksel Bakunts
Aksel Bakunts, pseudonimo di Alexander Stepani Tevosian (Goris, 13 giugno 1899 – RSS Armena, 8 luglio 1937), è stato uno scrittore, traduttore e sceneggiatore armeno.

## Biografia
Nacque in una modesta famiglia di contadini nella provincia del Syunik, bastione secolare dell'indipendenza armena. Frequentò per cinque anni la scuola parrocchiale della città dove apprese l'armeno, i fondamenti del russo e la storia, la musica popolare e la calligrafia dell'Armenia.
Nel 1910, grazie ai suoi brillanti risultati scolastici, ottenne una borsa di studio per perfezionare la propria istruzione presso il seminario di Echmiadzin. Nel 1915 il seminario chiuse i battenti per accogliere i rifugiati del genocidio dell'Armenia occidentale. Egli si dedicò all'assistenza ai rifugiati; e questo periodo, durato fino al 1916, avrebbe influenzato considerevolmente la sua opera futura. Nel 1917, ottenuto il diploma, lasciò il seminario per arruolarsi come volontario nella prima guerra mondiale e nella guerra turco-armena.
Nel 1919 riprese gli studi presso l'Istituto politecnico di Tbilisi, poi all'Istituto agrario di Kharkov. Si diplomò nel 1923.
Ritornò nel 1923 a Goris dove, in qualità d'ingegnere agrario, fu responsabile dell'agricoltura della provincia, fino al 1926 quando si stabilì a Yerevan. Egli s'integrò rapidamente negli ambienti letterari, dove i suoi romanzi furono presto apprezzati. Scrisse anche soggetti teatrali.
Espulso dall'"Associazione degli scrittori armeni" e arrestato nell'agosto del 1936 con le accuse di "nazionalismo borghese" e di "trotskismo", fu condannato a morte all'età di 38 anni, vittima delle "grandi purghe" staliniane come il suo amico e grande scrittore Yeghishe Charents. 

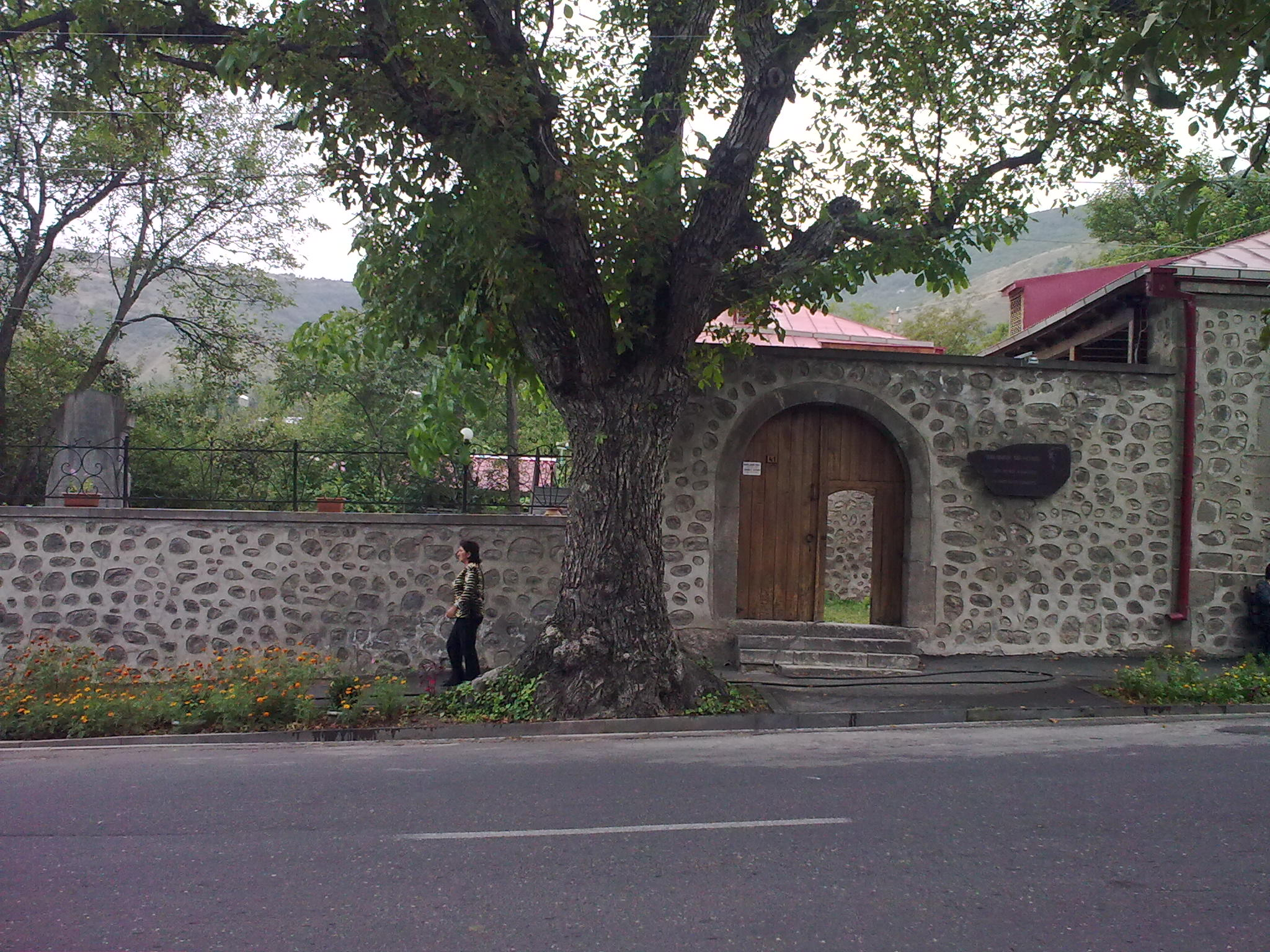
Il museo di Aksel Bakunts a Goris

La città natale gli ha dedicato un museo.

### Lo scrittore
Cominciò precocemente l'attività letteraria, all'età di 12 anni. Scrisse prima alcune poesie, poi un racconto, Himar Marde (L'uomo stupido), pubblicato nel 1911 in una rivista per ragazzi. Nel 1915 scrisse a Goris un articolo satirico pubblicato sella rivista Paylak (Fulmine), organo del partito social-democratico della città di Shusha, diretto contro il consiglio provinciale e il sindaco di Goris; questo articolo gli procurò 34 giorni di prigione.
Descrisse nel corso degli anni '20 tutta la sua esperienza militare, e in particolare gli avvenimenti di Erzurum, in una raccolta intitolata Garnanayin (Primaverile). Nel 1924 fu pubblicato il racconto Il Badi dei Vand nel settimanale Nor Akos (Nuovo solco) di Yerevan. Nel 1927 la raccolta Metnadzor raggruppò tutti questi racconti ed alcuni altri inediti: Lar-Markar, I demoni di Metnadzor, La giovane ragazza umile, Sulle pendici del monte Ayu, e Il pensiero delle Alpi.
Bakunts è conosciuto soprattutto per le sue raccolte di racconti che descrivono i villaggi armeni, come Metnadzor (La valle buia, 1927) nella quale descrisse la difficile vita di un villaggio del Syunik, percorso dalle passioni umane, le opposizioni etniche e la lotta delle classi. Fu il fondatore della letteratura popolare armena a titolo postumo. Tradusse in armeno I viaggi di Gulliver di Jonathan Swift e Taras Bul'ba di Nikolaj Gogol. Elogiò l'opera dello scrittore ucraino Taras Shevchenko e del poeta georgiano Shota Rustaveli nel suo discorso al "Primo Congresso degli scrittori sovietici".

Bakunts recuperò dall'oblio le opere di un favolista armeno del XIII secolo, Vardan Aygektsi, e lo rese popolare con i suoi eruditi commenti. Per lui l'unica strada da seguire risiede nel: 
 La sua attività letteraria fu troncata nell'estate del 1936. Non fu riabilitato se non nel 1955 con l'inizio della destalinizzazione dell'URSS. L'uomo che aveva presentato la lotta del suo popolo per la libertà e la madrepatria non riuscì a vedere pubblicato un volume delle sue opere scelte. Come successe a Yeghishe Charents, anche Bakunts pago con la vita il suo desiderio di: 

## Opere principali (pubblicate in vita)
- Metnadzor
- Il seminatore delle terre nere
- La pioggia
- Le lettere provinciali
- Hovnatan March
- Kiores

### Opere tradotte in italiano
- Aksel Bakunts, Racconti dal silenzio. Cinque storie armene, Milano, Guerini e associati, 2002, ISBN 8883353501[4]